# Timothy Olyphant
Timothy David Olyphant (Honolulu, 20 de maio de 1968) é um ator e produtor norte-americano. Ele fez sua estréia como ator em um teatro off-Broadway em 1995, em The Monogamist, e ganhou o Theatre World Award por sua atuação, e então originou The Santaland Diaries, de David Sedaris, em 1996. Em 1998 fez uma participação no episódio 4 da primeira temporada da série "Sex and The City" , no papel de Sam.Ele então se ramificou para o cinema; nos primeiros anos de sua carreira, ele foi frequentemente escalado para papéis de vilões coadjuvantes, mais notavelmente em Scream 2 (1997), Go (1999), A Man Apart (2003) e The Girl Next Door (2004). Ele chamou a atenção de um público mais amplo com sua interpretação do xerife Seth Bullock na série da HBO, Deadwood (2004–2006), mais tarde reprisando o papel em Deadwood: The Movie (2019). Ele teve papéis principais em filmes como Catch and Release (2006), Hitman (2007), A Perfect Getaway (2009) e The Crazies (2010), e interpretou o principal antagonista, Thomas Gabriel, em Live Free or Die Hard (2007). Olyphant foi uma estrela convidada recorrente na segunda temporada da série da FX, Damages (2009).
O desempenho mais conhecido de Olyphant até o momento foi como Vice-Marechal dos Estados Unidos, Raylan Givens no moderno Kentucky Southern, Justified (2010-2015), pelo qual foi indicado ao Primetime Emmy Award de Melhor Ator Principal em Série Dramática em 2011, Olyphant teve participações especiais em várias sitcoms de televisão, incluindo The Office (2010), The Mindy Project (2013) e The Grinder (2015–2016), pelos quais ganhou o Prêmio Escolha do Crítico. Ele também estrelou a série de comédia da Netflix, Santa Clarita Diet (2017–2019) e Once Upon a Time in Hollywood como James Stacy (2019). Ele também interpretou a si mesmo em uma breve participação especial, ao mesmo tempo em que parodiou seu personagem Justified, no programa premiado da NBC The Good Place (2020). No mesmo ano, ele estrelou a décima temporada de Curb Your Enthusiasm.

## Início de vida
Timothy Olyphant nasceu em Honolulu, Havaí em 20 de maio de 1968, mas se mudou para Modesto, Califórnia, aos dois anos de idade. Seus pais são Katherine Gideon e JV Bevan Olyphant, que trabalhou como vice-presidente de produção na Gallo Winery. Ele tem um irmão mais velho, Andrew, e um irmão mais novo, Matthew. Seus pais se divorciaram quando Olyphant era adolescente; ambos se casaram novamente. Ele é de ascendência inglesa, Alemã, escocesa, holandesa, irlandesa, russa e judia.
Olyphant é descendente da família Vanderbilt de Nova York. Seu quarto bisavô materno era o patriarca da família Cornelius Vanderbilt; seu terceiro bisavô foi William Henry Vanderbilt, que dobrou a fortuna ferroviária da família; sua tataravó era a socialite Emily Thorn Vanderbilt; sua bisavó era a socialite Emily Vanderbilt Sloane; e seu tio-avô foi o produtor musical John Hammond. O sobrenome Olyphant é de origem escocesa. Seu quarto bisavô paterno, Dr. David Olyphant, nasceu na Escócia e serviu como diretor-geral dos hospitais do sul durante a Guerra Revolucionária Americana. Seu terceiro bisavô, David Olyphant , e seu tataravô, Robert Morrison Olyphant, foram ambos homens de negócios proeminentes.
Olyphant estudou na Escola Secundária Fred C. Beyer de Modesto. Enquanto crescia, ele ficava "envergonhado" com a ideia de atuar, mas gostava de arte e desenho. Ele nadou competitivamente ao longo de sua infância e foi um dos finalistas no Campeonato Nacional de 1986, nos 200m Medley Individual. Ele foi então recrutado para a Universidade do Sul da Califórnia pelo treinador de natação da USC Trojans, Peter Daland. Quando Olyphant visitou o campus pela primeira vez como parte de uma viagem de recrutamento, ele esperava estudar arquitetura, mas foi informado de que seria impossível administrar seu cronograma de treinamento. Em vez disso, ele optou por ganhar um Bacharel em Belas Artes. Depois de se formar em 1990, Olyphant considerou sem entusiasmo uma carreira na arte comercial. Enquanto estava no processo de inscrição para um mestrado em artes plásticas e trabalhando como treinador de natação na Irvine Novaquatics, Olyphant decidiu se mudar para Nova York para explorar outras opções. No final das contas, ele decidiu se tornar um ator. Em seu último ano de faculdade, ele teve um curso de atuação como eletivo na UC Irvine e achou "realmente agradável". Ele inicialmente realizou comédia stand-up: "Eu me envolvi antes e então houve um período de seis meses em que fiz isso com um certo compromisso. Então, ocasionalmente, voltava". Ele completou um programa de atuação de dois anos no William Esper Studio de Nova York e começou a fazer testes para papéis.

## Carreira
Olyphant começou atuando no palco, e recebeu o Prêmio de Teatro Mundial Debut pelo seu desempenho como Tim Hapgood em The Monogamist. Olyphant posteriormente apareceu em SantaLand Diaries e Plunge, mas sua estreia no cinema veio em 1996 no filme The First Wives Club. Logo em seguida, atuou nos filmes: Scream 2 (1997), Go (1999), The Broken Hearts Club: A Romantic Comedy (2000) e Gone in Sixty Seconds, ao lado de Nicolas Cage e Angelina Jolie. 
Em 2004, Olyphant interpretou o papel do xerife Seth Bullock na série Deadwood, produzida pela HBO, considerado um dos seus principais trabalhos. Alan Sepinwall, da HitFix, achou seu desempenho "feroz e comandante". Posteriormente, foi indicado aos Prêmios Screen Actors Guild de Melhor Elenco em Série Dramática.
No mesmo ano, atuou em The Girl Next Door, junto com a atriz Elisha Cuthbert, no qual desempenhou Kelly, um produtor pornográfico. O ator recebeu muitos elogios por sua atuação. Inicialmente, ele estava relutante em realizar um teste para o papel, sentindo que era muito parecido com alguns de seus papéis anteriores, mas "como meu agente me lembrou, muitas pessoas não viram esses filmes". Mick LaSalle, do San Francisco Chronicle, descreveu o personagem como "um homem selvagem malicioso, magnífico, assustador, divertido, hipersensível, totalmente enganador, enlouquecedoramente amável. Quando Olyphant está em tela, há a sensação de que as coisas podem ir a qualquer lugar". A. O. Scott, em sua avaliação ao The New York Times, observou que o papel foi interpretado com "uma originalidade desperdiçada", ao passo, que Kenneth Turan, do Los Angeles Times, sentiu que foi interpretado "com um maravilhoso entusiasmo cômico". Para a Variety, Joe Leydon disse que o ator "atinge um equilíbrio impressionantemente hábil de amabilidade e ameaça moderada em seu momento de roubar a cena".
No início de 2007, Olyphant protagonizou a comédia Catch and Release ao lado de Jennifer Garner e pouco tempo depois desempenhou o antagonista do filme Live Free or Die Hard, a sequência da série Die Hard. Em 2008, Olyphant atuou na série de comédia Samantha Who? como o ex-namorado de Samantha.
Até 2019, protagonizou a série Santa Clarita Diet (3 temporadas disponíveis) como o personagem Joel Hammond, marido de Sheila Hammond, papel da atriz Drew Barrymore. Sonia Rao, do The Washington Post, elogiou o carisma e a química dos atores.

## Filmografia
| Ano       | Filme                                        | Personagem              |
| --------- | -------------------------------------------- | ----------------------- |
| 2020      | The Good Place                               | Ele mesmo               |
| 2019      | Era Uma Vez em Hollywood                     | James Stacy             |
| 2018      | Behold My Heart                              | Steven Lang             |
| 2017-2019 | Santa Clarita Diet                           | Joel Hammond            |
| 2016      | Mother's Day                                 | Henry                   |
| 2015-2016 | The Grinder                                  | Ele mesmo/Rake Grinder  |
| 2011      | Rango                                        | Espirito do Oeste (Voz) |
| 2011      | Sou o Número Quatro                          | Henri                   |
| 2010-2015 | Justified (série)                            | Raylan Givens           |
| 2010      | A Epidemia                                   | David                   |
| 2009      | A Trilha                                     | Nick                    |
| 2008      | Stop-Loss - A Lei da Guerra                  | Boot Miller             |
| 2007      | Bill                                         | Chip                    |
| 2007      | Duro de Matar 4.0                            | Thomas Gabriel          |
| 2007      | Hitman (filme)                               | Agente 47               |
| 2006      | Pegar e Largar                               | Fritz                   |
| 2004      | Show de Vizinha                              | Kelly                   |
| 2003      | O Apanhador de Sonhos                        | Pete Moore              |
| 2003      | O Vingador                                   | Hollywood Jack          |
| 2001      | Night Visions Episódio 22 - Harmonia (Série) | Eli West                |
| 2001      | Rock Star                                    | Rob "Monster" Malcolm   |
| 2000      | 60 Segundos                                  | Detetive Drycoff        |
| 2000      | O Clube dos Corações Partidos                | Dennis                  |
| 1999      | Vamos Nessa!                                 | Todd Gaines             |
| 1997      | Pânico 2                                     | Mickey Altieri          |
| 1997      | Por uma Vida Menos Ordinária                 | Hiker                   |
| 1996      | O Clube das Desquitadas                      | Brett Artounian         |